# Jonquery

Jonquery este o comună în departamentul Marne, Franța. În 2009 avea o populație de 88 de locuitori.